# Parafia św. Bartłomieja w Łopienniku
Parafia Świętego Bartłomieja Apostoła w Łopienniku Nadrzecznym – parafia rzymskokatolicka z siedzibą w Łopienniku Nadrzecznym, należąca do archidiecezji lubelskiej i Dekanatu Krasnystaw – Zachód, erygowana najprawdopodobniej w 1430. W 2019 parafia liczyła 2901 wiernych.

## Zasięg parafii
Do parafii należą wierni z miejscowości: Łopiennik Nadrzeczny, Łopiennik Górny, Łopiennik Dolny, Łopiennik Dolny-Kolonia, Łopiennik Podleśny, Nowiny, Krzywe, Majdan Krzywski, Olszanka, Dobryniów i Dobryniów-Kolonia.

## Historia
Parafia powstała po roku 1426 - dokładna data nie jest znana, gdyż wszystkie dokumenty zaginęły w czasie buntów kozackich w XVII wieku. W 1643 biskup chełmski Paweł Piasecki, wskutek zabiegów ówczesnego proboszcza ks. Baltazara Golańskiego, aktem elekcyjnym odnowił istnienie parafii w Łopienniku zaznaczając, że do wspólnoty należała także kaplica filialna w Dobryniowie.
W parafialnej księdze chrztów z 1648 odnotowano, że aktu konsekracji miejscowego kościoła dokonał biskup Stanisław Święcicki. Na podstawie tej wzmianki wiadomo, że nowa świątynia znajdowała się na miejscu od dawna zniszczonej. Świątynię wzniesiono staraniem ówczesnego proboszcza, ks. Pianiewskiego. Kościół ten został zastąpiony przez kolejną świątynię z białego kamienia, wzniesioną w 1827. Wtedy też powstał miejscowy cmentarz grzebalny.
Na potrzeby rozrastającej się wspólnoty w latach 1909–1913 wzniesiono obecnie istniejącą świątynię. Kościół został zaprojektowany przez architekta Józefa Dziekońskiego, a wzniesiony z czerwonej cegły wypalanej na miejscu. Utrzymany w stylu neogotyckim, trójnawowy, na planie krzyża łacińskiego. Według założeń architektonicznych potrafi pomieścić w sobie ponad 500 osób. Inicjatorem przedsięwzięcia był ówczesny proboszcz, ks. Feliks Szeleźniak.
Z inicjatywy ks. kan. Adolfa Bały w latach 80. XX wieku na terenie parafii powstały dwie współczesne świątynie filialne - kaplica Miłosierdzia Bożego w Dobryniowie oraz kaplica św. Floriana w Majdanie Krzywskim. 
Archiwum parafialne zawiera: akta metrykalne (od 1683), księgi zaślubionych (od 1797), księgi zmarłych (od 1763), kronikę parafialną (od 1921), oraz inne dokumenty sięgające XVIII w.
Z parafii łopiennickiej pochodził arcybiskup metropolita lubelski Bolesław Pylak.